# Bősárkány
Bősárkány [béšárkáň] (německy Ober-Scharken, chorvatsky Šrakanja) je velká obec v Maďarsku v župě Győr-Moson-Sopron, spadající pod okres Csorna. Nachází se asi 7 km severně od Csorny a asi 13 km jihovýchodně od Jánossomorji. V roce 2015 zde žilo 2 046 obyvatel. Dle údajů z roku 2011 tvoří 90,5 % obyvatelstva Maďaři, 0,6 % Romové a 0,5 % Němci, přičemž 9,4 % obyvatel se ke své národnosti nevyjádřilo.
Blízko obce protéká řeka Rábca. Obec leží na silnici 86.

## Sousední obce
| Růžice kompasu |         | Jánossomorja | Rábcakapi     | Růžice kompasu |
| Růžice kompasu | Csorna  | Sever        | Markotabödöge | Růžice kompasu |
| Růžice kompasu | Csorna  | Bősárkány    | Markotabödöge | Růžice kompasu |
| Růžice kompasu | Csorna  | Jih          | Markotabödöge | Růžice kompasu |
| Růžice kompasu | Acsalag | Csorna       | Maglóca       | Růžice kompasu |